# جابر (جبلة)

تعديل مصدري - تعديل

جابر هي إحدى قرى عزلة الربادي بمديرية جبلة التابعة لمحافظة إب، بلغ تعداد سكانها 309 نسمة حسب تعداد اليمن لعام 2004.